# ستريت دانسر
ستريت دانسر (Street dancer) هي أغنية من إنتاج دي جي وريمكسر الهاوس السويدي أفيتشي، أطلق الأغنية في 17 يناير 2011 في جنوب أفريقيا، و16 فبراير 2011 في هولندا و29 مارس في الولايات المتحدة الأمريكية، و5 يونيو في المملكة المتحدة.

## التصنيفات
| التصنيف (2011)                    | المركز |
| --------------------------------- | ------ |
| Netherlands (دتش توب 40)          | 33     |
| Netherlands (Mega Single Top 100) | 67     |